# Phoenix FC
El Phoenix FC fue un equipo de fútbol de los Estados Unidos que formó parte de la USL Professional Division, la tercera liga de fútbol más importante del país.

## Historia
Fue fundado el 18 de junio del año 2012 en la ciudad de Phoenix, Arizona por la BDR Sports LLC con el fin de traer el fútbol profesional al Estado de Arizona y promover el deporte en la ciudad de Phoenix.
El 2 de julio la USL le adjudicó una plaza en la USL Professional Division para la temporada 2013, y junto a ello, anunciaron que los clubes del club serían blanco y rojo y serían conocidos como Lobos.

### Temporada 2013
Iniciaron la temporada 2013 en la USL Professional Division con una derrota 0-2 ante Los Angeles Blues el 23 de marzo y su primera victoria la obtuvieron ante el VSI Tampa Bay FC 1-0 con gol de Netinho en tiempo de reposición.
En la temporada obtuvieron 5 victorias, 7 empates y 14 derrotas y su goleador fue Donny Toia con 6 goles y obtuvo el premio al novato del año en la temporada.

### Desafiliación de la Liga y Desaparición
La USL le revocó la franquicia al club el 1 de noviembre del 2013 de acuerdo a que el club cometió múltiples infracciones como el no pagarle el sueldo a los jugadores y a un inadecuado manejo de los fondos de la institución. El 16 de diciembre la USL le cedió la franquicia a la American Soccer Marketing LLC, propiedad de Tim Donald.
El 12 de marzo del 2014 la American Soccer Marketing LLC anunció que el club cesó sus operaciones en la USL Professional Division y desapareció, cediendo la franquicia al Arizona United, fundado un día después.

## Temporadas
| Año  | División | Liga    | Temporada Regular | Playoffs     | US Open Cup | Asistencia Promedio |
| ---- | -------- | ------- | ----------------- | ------------ | ----------- | ------------------- |
| 2013 | 3        | USL Pro | 12º               | No clasificó | 1.ª Ronda   | 1,532               |

## Estadios
- Sun Devil Soccer Stadium (2013 - 9 juegos)[19][20][21]
- GCU Soccer Stadium (2013 - 1 juego)
- Reach 11 Soccer Complex (2013 - 3 juegos)

## Gerencia
- Tim Donald - Presidente
- Eric Cornwall - Gerente
- Rui Filipe Bento - Gerente General
- Shawn Dietrich - Director de Operaciones

## Jugadores destacados
- Darren Mackie[22][23][24]